# Гельмязівська сільська територіальна громада
Гельмязівська сільська громада — територіальна громада в Україні, в Золотоніському районі Черкаської області. Адміністративний центр - село Гельмязів. Утворена Розпорядженням Кабінету Міністрів України від 12 червня 2020 року. Площа громади - 307.0 км², чисельність населення - 8299 осіб.

## Адміністративно-територіальний устрій
До складу громади увійшло 9 сільських рад:
- Безпальчівська
- Богданівська
- Броварківська
- Гельмязівська
- Калениківська
- Коврайська
- Коврайська Друга
- Підставківська
- Плешканівська

Вони включали 12 населених пунктів, що стали членами громади.
З них 9 сіл:
- Безпальче
- Богдани
- Броварки
- Гельмязів
- Каленики
- Коврай
- Коврай Другий
- Підставки
- Плешкані

та 3 селища:
- Ковтунівка
- Малинівщина
- Шкодунівка

## Населення

### Мова
Розподіл населення населених пунктів громади за рідною мовою за даними перепису 2001 року:
| Мова            | Чисельність, осіб | Відсоток |
| --------------- | ----------------- | -------- |
| Українська      | 10 071            | 97,07%   |
| Російська       | 224               | 2,16%    |
| Ромська         | 36                | 0,35%    |
| Вірменська      | 21                | 0,20%    |
| Румунська       | 12                | 0,11%    |
| Білоруська      | 3                 | 0,03%    |
| Гагаузька       | 1                 | 0,01%    |
| Інші/Не вказали | 7                 | 0,07%    |
| Разом           | 10 375            | 100%     |